# Alexandr Dugin
Alexandr Geljevič Dugin (rusky Александр Гельевич Дугин; * 7. ledna 1962 Moskva) je ruský politik, publicista, politolog, sociolog, filosof, bývalý profesor Lomonosovovy univerzity v Moskvě (propuštěn v roce 2014) a ideolog tzv. eurasijského hnutí, známý pro své fašistické a ultranacionalistické názory. Je autorem desítek monografií na nejrůznější témata a stovek článků.
Narodil se do vojenské rodiny a v 80. letech byl antikomunistickým disidentem. Po rozpadu Sovětského svazu s Eduardem Limonovem založil Nacionálně bolševickou stranu, která se hlásila k nacionálnímu bolševismu; později stranu opustil. V roce 1997 publikoval Základy geopolitiky, kde nastínil svůj světonázor a vyzval Rusko, aby znovu vybudovalo vliv prostřednictvím aliancí a dobývání a aby vyzvalo konkurenční atlantistickou „říši“ vedenou Spojenými státy.
Dle marxistického filosofa Slavoje Žižeka jde Dugin, takto Putinův "dvorní filosof", ve stopách Ivana A. Iljina, ruského politického teologa.
Jeho stěžejním dílem je Čtvrtá politická teorie.

## Život
Dugin stál společně s Eduardem Limonovem a Jegorem Letovem u zrodu Nacionálně-bolševické strany Ruska (1993); po neshodách s Limonovem z ní však odešel, maje blíže k pravicovější a nacionalističtější Nacionálně-bolševické frontě. Roku 2003 se stal zakladatelem a čelným představitelem Eurasijského svazu mládeže. Dugin byl též poslancem ruské Státní dumy.
Duginova ideologie je obtížně popsatelná a postupně se mění. Je založena na ideji konzervativní revoluce, ruském nacionalismu, militarismu, tradicionalismu (mj. podpoře Ruské pravoslavné církve), antiliberalismu a antiamerikanismu ve spojení s marxismem a s vlivy mnoha dalších směrů. Často je označována za fašistickou, což jiní[kdo?] popírají např. s poukazem na Duginův článek Apologie antifašismu, kde Dugin trvá na třídním boji s tím, že třída, za niž bojuje, není ruský národ, ale „ruská třída“. Tento boj má dle Dugina metafyzický a mystický rozměr.
Ve své ústřední knize Čtvrtá politická teorie tvrdí, že je potřebné vytvořit novou politickou teorii či ideologii stavící se proti třem dřívějším ideologiím – liberalismu, komunismu a fašismu/nacismu. Přesný obsah této nové politické teorie nechává otevřený, pokouší se ho však opřít o filosofii Martina Heideggera a jeho koncept pobytu.
Dugin usiluje o znovupřipojení někdejších zemí SSSR k Rusku (při zachování ruské hegemonie). Jistou dobu podporoval Vladimira Putina, který však u něj klesl „ztrátou Ukrajiny“, když nezasáhl při tzv. Oranžové revoluci. Roku 2008, při válce v Jižní Osetii, se vyslovil pro obsazení Gruzie a zřízení proruské vlády.

### Zařazení na sankční seznam USA
Dugin byl zařazen spolu s dalšími představiteli Putinova režimu na americký sankční seznam v souvislostí s ruskou agresí vůči Ukrajině. Byl vůdcem Eurasijského svazu mládeže, jež rekrutoval dobrovolníky pro boj za samozvanou Doněckou lidovou republiku proti Ukrajině. Ovládá také web Geopolitica, který je platformou ruského ultranacionalismu k šíření dezinformací a propagandy.

### Smrt dcery
Dne 20. srpna 2022 zahynula jeho dcera Darja Duginová nedaleko Moskvy při výbuchu auta, které po explozi narazilo do svodidel a začalo hořet. Jednou z možných příčin je výbuch plynové lahve, ale mohlo jít také o explozi improvizovaného výbušného zařízení.

## Publikační činnost (výběr)

### České překlady
- Velká válka kontinentů (původním názvem: Velikaja vojna kontinentov). Překlad Břetislav Dejdar. 1. vyd. V Praze : Adam Benjamin Bartoš, 2016. 51 S. ISBN 978-80-905861-8-5.
- Čtvrtá politická teorie (původním názvem: Četvertaja političeskaja teorija). Překlad Ivan Šebesta. 1. vyd. Zvolen: Sol Noctis, 2020. 480 s. ISBN 978-80-99977-01-4.